# Syriolytta suturifera
Syriolytta suturifera es una especie de coleóptero de la familia Meloidae.

## Distribución geográfica
Habita en Irak, Siria, Irán y Turquía.